# Promnik (Sainte-Croix)
Pour les articles homonymes, voir Promnik.
Promnik est une localité polonaise de la gmina de Strawczyn, située dans le powiat de Kielce en voïvodie de Sainte-Croix.